# Rhodostrophia bisinuata
Rhodostrophia bisinuata är en fjärilsart som beskrevs av W. Warren 1895. Rhodostrophia bisinuata ingår i släktet Rhodostrophia och familjen mätare. Inga underarter finns listade.